# Reteplase
Reteplase è un principio attivo trombolitico, usato per trattare gli infarti del miocardio rompendo i coaguli che li causano.
È stato approvato per l'uso clinico in Europa e Stati Uniti nel 1996. Il principale nome commerciale con cui è venduto è Rapilysin.

## Meccanismo d'azione
Reteplase è un attivatore ricombinante del plasminogeno che catalizza la scissione del plasminogeno endogeno per generare plasmina. Tale plasminogenolisi si attua in presenza di fibrina. La plasmina degrada a sua volta la fibrina, che è il principale componente della matrice del trombo, esercitando così la sua azione trombolitica.

## Indicazioni
Indicato nel trattamento di infarto miocardico acuto, per eliminare occlusioni delle coronarie, in alternativa ad interventi chirurgici.

## Controindicazioni
Controindicata in caso di emorragie, traumi, anamnesi positiva per ictus o recenti interventi chirurgici. Da evitare in caso di patologia polmonare, pericardite, epatopatia, ipertensione portale.

## Interazioni
Analisi retrospettive effettuate in studi clinici non hanno evidenziato interazioni rilevanti con i medicinali usati in concomitanza con reteplase in pazienti con IMA. L’eparina, gli antagonisti della vitamina K e i medicinali che modificano la funzione piastrinica (ad es. acido acetilsalicilico) possono incrementare il rischio di emorragie se somministrati prima, durante o dopo la terapia con reteplase.
Si deve prestare attenzione a questo effetto specialmente durante i periodi in cui siano presenti bassi livelli plasmatici di fibrinogeno (fino a 2 giorni circa dopo la terapia fibrinolitica dell’IMA).

## Effetti collaterali
Fra gli effetti collaterali si riscontrano nausea, vomito, comparsa di aritmie, febbre, più raramente convulsioni, ipertensione.